# Empire Stadium (Gżira)
L'Empire Stadium è stato uno stadio di calcio situato a Gżira, a Malta. È stato inaugurato il 4 novembre 1922. Aveva una capacità di circa trentamila posti. È stato utilizzato per gli incontri della nazionale di calcio di Malta e per i principali incontri europei delle squadre di calcio maltesi. È stato chiuso il 29 novembre 1981.